# ویوی (مجموعه تلویزیونی)
ویوی (به انگلیسی: Vivy) مجموعه تلویزیونی انیمه است که توسط تاپی ناگاتسوکی و ایجی اومهارا ساخته شده و توسط ویت استودیو تولید شده که از آوریل تا ژوئن ۲۰۲۱ پخش شد.

## داستان
پس از آزمایش‌های متعدد در زمینه ایجاد هوش مصنوعی مستقل، انسان‌ها به این نتیجه رسیدند که هوش مصنوعی تنها در صورتی می‌تواند کاربردی باشد که فقط یک مأموریت به آنها داده شود تا زندگی خود را وقف آن کنند. با در نظر گرفتن این موضوع، اولین هوش مصنوعی مستقل، خواننده ای به نام دیوا تولید شد که تنها مأموریت اش این بود که مردم را با آهنگ‌هایش خوشحال کند. با این حال، یک روز که دیوا در حال آوازخوانی در یک پارک بود یک هوش مصنوعی از ۱۰۰ سال آینده به او می‌گوید که هوش مصنوعی تصمیم به ریشه کن کردن بشریت گرفته، دیوا کار خود را رها می‌کند تا جلوی نابودی بشریت را بگیرد.